# ジャン＝アンドシュ・ジュノー

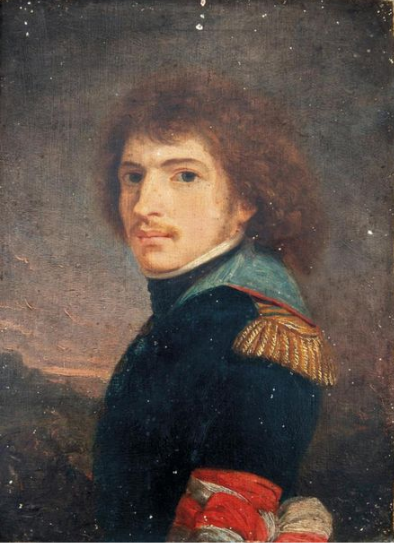
ジャン＝アンドシュ・ジュノー

ジャン＝アンドシュ・ジュノー（Jean-Andoche Junot、1771年9月24日 – 1813年7月29日）は、フランス革命期からナポレオン戦争期のフランスの軍人。初代アブランテス公爵（Duc d'Abrantès）。ナポレオン崇拝者で、ナポレオンの母レティツィアからも「私の6番目の息子」と愛されていた。

## 経歴

### 半島戦争以前
ジュノーは、コート＝ドール県ビュシー・ル・グランで生まれた。父親はミシェル・ジュノー（1739年–1814年）、母はその妻のマリー・アントワネット・ビエネーメ（1735年–1806年）である。フランス革命が始まったときにはパリで法律を学んでいたが、義勇兵大隊に従軍、2度の戦傷を経て軍曹となった。1793年のトゥーロン攻囲戦でナポレオンと出会い、その副官となった。
ジュノーは第1次イタリア戦役で名を上げたが、ロナトの戦いで頭部に重傷を受け、それによって、判断力の低下や、性格の性急で神経質なものへの変化など、人格の固定的な変質がもたらされた。エジプト・シリア戦役の開始当時は旅団長になったが、決闘で負傷し、負傷兵として帰国したあと捕らえられた。1799年のブリュメール18日のクーデターには遅れて参加した。第2次イタリア戦役のあと1800年にロール・マルタン・ド・ペルモンと結婚し、その後短期間ポルトガル大使を務めたが、アウステルリッツの戦い（1805年12月2日）に際し、ナポレオンの下に急遽呼び戻された。1806年にパリ知事になったが、このとき、ミュラ元帥の妻であり、ナポレオンの妹であるカロリーヌと関係してスキャンダルになった。

### 半島戦争
ジュノーの指揮官としての活動の多くは半島戦争におけるものである。彼は1807年のポルトガル侵攻を指揮し、サラマンカを11月に出発すると11月30日ないし12月初めにリスボンを占領した。彼は勝利した戦いの名称から「アブランテス公爵」の称号を授与され、ポルトガル総督となった。
これが原因でポルトガル遠征軍司令官となり、困難を極めながらも1807年11月30日にリスボンを占領した。道中のスペインでは民衆を敵に回し、ゲリラ戦に苦しんだ。
しかし1808年8月にイギリスが参戦すると、フランスは8月21日のヴィメイロの戦いで敗北を喫し、ジュノーは包囲されてしまった。そして屈辱的なシントラ条約にサインすることでどうにか捕虜となるのは免れたが、彼とその軍隊は、なんとか集めることができた武器と携行品しか持つことを許されなかった。ジュノーは10月にフランスに帰国したが、あやうく軍法会議にかけられるところだった。1810年にはアンドレ・マッセナ元帥の配下として再びイベリア半島に戻り、そこで重傷を負うこととなった。

### その後
1812年のロシア遠征では、勝手に戦線離脱したジェローム・ボナパルトの後任として軍を率いたが、その記録は功罪相償うものがある。スモレンスクの戦い（8月17日）の後、退却するロシア軍を阻止できる位置にいながらも動かなかったことでナポレオンから叱責されたが、更迭されることなく最後まで軍司令官として従軍し、ボロジノの戦い（9月7日）では、第8軍団を指揮して活躍した。
1813年にイリュリア州の総督に任命されたが精神的な不安定性が昂進してフランスに召還され、同年、モンバールで自殺した。

## 子孫
ジュノーは2人の娘と2人の息子をもうけた。
- ジョゼフィーヌ・ジュノー・ダブランテス（1802年1月2日 - 1888年10月15日）：1841年にジャック＝ルイ・アメと結婚。
- コンスタンス・ジュノー・ダブランテス（1803年5月12日 - 1881年）：1829年にルイ・アントワーヌ・オーベールと結婚。
- ルイ・ナポレオン・アンドシュ・ジュノー（2代アブランテス公爵：1807年9月25日 - 1851年2月20日）：未婚のまま死去。
- アンドシュ・アルフレード・ミシェル・ジュノー（3代アブランテス公爵；1810年11月25日 - 1859年7月19日（ブレーシアで戦死））：1845年4月2日マリー・セリーヌ・エリス・ルピ（1824年10月9日 - 1847年6月6日）と結婚、死別後その妹のマリー・ルイーズ・レオニー・ルピ（1829年7月19日 - 1868年8月17日）と結婚した。最初の妻の娘ジャンヌ・ジョゼフィーヌ・マルゲリート・ジュノー・ダブランテス（1847年5月22日 - 1934年3月21日）は1869年9月16日にパリにてザビエル・ウージェーヌ・モーリス・ル・レイ（1846年6月15日 - 1900年12月1日）と結婚し、ザビエル・ウージェーヌは同年、4代アブランテス公爵を継いだ。その男系の子孫は1982年まで続いた。

## 参考資料
- Chartrand, René. Vimeiro 1808. London: Osprey Publishing, 2001. ISBN 1-84176-309-8
- Haythornthwaite, Philip. Napoleon's Commanders (1) c1792-1809. London: Osprey Publishing, 2001. ISBN 1-84176-055-2